# Operation Manna och Chowhound
Operation Manna och Chowhound var en serie operationer där mat släpptes ner av bombplan från de allierade över det ockuperade Nederländerna för att hjälpa befolkningen med mat under de sista dagarna av andra världskriget.
Operation Manna genomfördes av RAF:s bombplan Avro Lancaster samt bombplan från Australien, Kanada, New Zealand och Polen mellan 29 april och 7 maj 1945. Operation Chowhound genomfördes av U.S Air Force mellan 1 och 8 maj 1945. Under dessa operationer släpptes totalt 11 000 ton mat över det västra delarna av Nederländerna för att hjälpa den svultna befolkningen i områden som den tyska armén hade kontroll över. Eftersom dessa operationer inte var tillräckliga genomfördes även en transportoperation med namnet operation Faust där 200 lastbilar levererade mat till staden Rhenen.

## Bakgrund
I början av 1945 blev situationen allt värre för tre miljoner svultna nederländare eftersom den tyska armén förhindrade transport av varor och mat till västra delen av Nederländerna. Prins Bernhard började förhandla om hjälp med Dwight D. Eisenhower som var överbefälhavare för de allierade. Premiärminister Winston Churchill och USA:s president Franklin D. Roosevelt kom överens med Prins Bernhard och började förhandla med Arthur Seyss-Inquart och en grupp med tyska officerare. I möten godkändes matleveranser med allierade bombplan på villkor att de inte deltog i specifika operationer.